# Арапонгас (футбольний клуб)
«Арапонгаш» (порт. Arapongas Esporte Clube) — бразильський футбольний клуб з міста Арапонгаш, штат Парана.

## Історія
Команду було засновано 6 червня 1974 року. У 1978 році команда претендувала на вихід до першого дивізіону чемпіонату штата, проте інспекція стадіону, яку здійснювала федерація футболу штата, визнала стадіон непридатним і заборонила клубу виступати в вищому дивізіоні. «Арапонгаш» повернувся у професійні змагання в 1989 році, тоді команда виграла другий дивізіон Ліги Паранаенсе та знову отримала право, в 1990 році, виступати в Лізі Паранаенсе. Того сезону в команді було декілька досвідчених якісних гравців та декілька молодих перспективних футболістів. З 2007 року головним спонсором клубу є Адір Леме да Сильва. В 2010 році команда стає переможцем другого дивізіону чемпіонату штата Парани, а в 2011 році виступала в Лізі Паранаенсе. У 2012 році «Арапонгаш» посів третє місце в чемпіонаті штату Парана, це дало право «Арапонгашу» в 2012 році вперше в своїй історії виступити в Серії D Бразилії. Принциповим суперником клубу є команда «Рома Апукарана».

## Досягнення
- Ліга Паранаенсе
  -  Бронзовий призер (1): 2012

## Стадіон
Домашні поєдинки «Арапонгаш» проводить на «Муніципальному стадіоні імені Жозе Луїша Чіапіна», більш відомого як «Ештадіу душ Пассаруш». Максимально стадіон може вмістити 10 440 гравців.

## Відомі гравці
- Данило

## Відомі тренери
- Даріо Перейра